# Ohnivý anděl (opera)
Ohnivý anděl (rusky Огненный ангел, francouzsky L'Ange de feu), Op. 37 je opera Sergeje Prokofjeva z roku 1927. Libreto napsal skladatel na námět historického románu Valerije Brjusova, jehož děj se odehrává v Německu v 16. století. Opera vznikala v letech 1919-1927. Uvedena byla ale až po autorově smrti, nejprve koncertně v roce 1954 v Paříži, scénicky pak v roce 1955 v Benátkách v divadle Teatro La Fenice.

## Osoby
| Hospodská             | mezzosoprán |
| Ruprecht              | bas         |
| Renata                | soprán      |
| Sloužící              | baryton     |
| Věštkyně              | mezzosoprán |
| Jakov Glok            | tenor       |
| Agrippa z Nettesheimu | tenor       |
| Matvej                | baryton     |
| Mefistofel            | tenor       |
| Faust                 | bas         |
| Krčmář                | baryton     |
| Abatyše               | mezzosoprán |
| Inkvizitor            | bas         |
| První jeptiška        | soprán      |
| Druhá jeptiška        | soprán      |

## Obsah opery

### První dějství

#### První obraz
Rytíř Ruprecht se ubytuje v hostinci. Přes zeď slyší naříkání a zoufalé výkřiky. Pronikne do sousední místnosti a zde najde dívku v zoufalém stavu. Když se dívka uklidní, prozradí rytíři své jméno: Renata a vypráví mu svůj příběh: Od osmi let ji pronásleduje vidina ohnivého anděla Madiela. Když dospěla, slíbil jí Madiel, že se k ní jednou vrátí v lidské podobě. Renata se domnívá, že se tak stalo v podobě knížete Jindřicha, který ji ale záhy opustil. Přicházejí Hostinská a Hostinský a vysvětlují Ruprechtovi, že Renata je blázen posedlý ďáblem. Ruprecht ale Renatě uvěří a rozhodne se jí pomoci. Objevuje se ale věštkyně a oběma prorokuje krvavou budoucnost.

### Druhé dějství

#### Druhý obraz
Ruprecht a Renata přijíždějí do Kolína nad Rýnem. Pátrají zde po Jindřichovi. Renata se snaží proniknout do kouzel černé magie, aby se jí to podařilo.

#### Třetíý obraz
Ruprecht se setkává s Agrippou z Nettesheimu a ptá se jej na možnosti magie. Ten mu vysvětluje, že kouzla předčí moudrost a vědění člověka.

### Třetí dějství

#### Čtvrtý obraz
Renata nalézá Jindřichův dům a posílá Ruprechta, aby Jindřicha zabil. Když Ruprecht vkročí do Jindřichova domu, zmocní se Renaty opět představa, že Jindřich je vlastně vtělením anděla Madiela, a že souboji musí zabránit.

#### Pátý obraz
Renata nalézá na břehu Rýna Ruprechta, zraněného v souboji s Jindřichem. Uvědomuje si svou vinu a projevuje Ruprechtovi svou náklonnost.

### Čtvrté dějství

#### Šestý obraz
Ruprecht se uzdravuje a vyznává Renatě lásku. Ta jej ale odmítá a odchází do kláštera. Objevují se Mefistofeles spolu s doktorem Faustem a přemlouvají Ruprechta, aby se stal jejich společníkem.

### Páté dějství

#### Sedmý obraz
Renata vstoupila do kláštera. Stále ji ale pronásleduje vidina ohnivého anděla. Tato představa se navíc šíří i na další jeptišky. Matka představená proto povolává Inkvizitora, který se pokouší z Renaty vymítat ďábla. Když se mu to nepodaříl, posílá Renatu na hranici.

## Uvedení
- 1963 Státní divadlo Brno, překlad: Eva Bezděková, dirigent: František Jílek, režie: Miloš Wasserbauer, premiéra: 20. dubna 1963.[2] Při představení byla ale na zásah komunistické cenzury vynechána faustovská scéna.JIROUŠEK, Martin. S Jiřím Nekvasilem o operní události sezóny, chystané inscenaci Ohnivý anděl [online]. ostravan.cz, 2015-02-15 [cit. 2018-08-06]. Dostupné online. Toto představení bylo pohostinsky uvedeno také v Praze na scéně Smetanova divadla dne 2. června 1963 v rámci festivalu Pražské jaro 1963.[3]
- 1981 - Smetanovo divadlo v Praze, dirigoval Josef Chaloupka, premiéra 21. května 1981, celkem 12 uvedení.[3]
- 2015 - Der feurige Engel, Deutsche Oper am Rhein, Düsseldorf,[4][5]
- 2015 - Národní divadlo moravskoslezské, dirigent: Robert Jindra, režie: Jiří Nekvasil, scéna: Petr Matásek, premiéra 26. února 1915.[6]
- 2018 - Festival v Aix-en-Provence (plný název Festival international d’art lyrique et l'Académie européenne de musique d’Aix-en-Provence, zkráceně Festival d’Aix-en-Provence), dirigent: Kazushi Ono, režie: Mariusz Treliński, scéna: Boris Kudlička, kostýmy: Kaspar Glarner, zpěváci: Renata: Aušrinė Stundytė, Ruprecht: Scott Hendricks: Věštkyně, Matka představená: Agnieszka Rehlis, Mefistofel, Agrippa z Nettesheimum: Andreï Popov, Faust, Inkvizitor, Hrabě Heinrich: Krzysztof Bączyk, Jakob Gloc, lékař: Pavlo Tolstoy, Matthieu Wissmann, Hospodský, Sluha: Łukasz Goliński, Hostinská: Bernadetta Grabias, První jeptiška: Bożena Bujnicka, Druhá jeptiška: Maria Stasiak, orchestr: Orchestre de Paris, sbor Varšavské opery .[7][8]